# Darina Laščiaková
Darina Laščiaková (* 23. listopadu 1931, Tvrdošín) je slovenská rozhlasová redaktorka, folkloristka, zpěvačka, interpretka lidových písní.

## Život
Narodila se  v městečku Tvrdošín na Oravě a po maturitě na gymnáziu v Trsteném  odešla do Bratislavy. Vystudovala hudební vědu a národopis na Univerzitě Komenského v Bratislavě. Během studia se stala členkou a sólistkou folklorního souboru Lúčnica. Od roku 1961  pracovala více než 30 let  jako redaktorka Československého rozhlasu v redakci lidové hudby.  Je autorkou mnoha rozhlasových relací o slovenské lidové písni. K nejznámějším patří cyklus Hory, ľudia a pieseň, ve  kterém posluchačům přiblížila a život  lidí  z horských oblastí Slovenska, především z rodné Oravy. Její kniha vzpomínek Život s piesňou čtenáři přibližuje čistý, upřímný svět daleko v horách a stejně tak i osudy nezapomenutelných lidí – lidových zpěváků. Darina Laščiaková se ve své knize zamýšlí nad věčným poselstvím lidové písně v moderním světě.
Na Slovensku patřila ve 2. polovině 20. století mezi přední interpretky lidových písní. Nahrála řadu lidových písní v rozhlase a na gramofonových deskách,  absolvovala  mnoho koncertů jako sólistka Lúčnice  a s dalšími soubory vystupovala na folklorních slavnostech.  Od roku 1976 byla sólistkou Orchestru ľudových nástrojov Slovenského rozhlasu v Bratislave (OĽUN). Účinkovala i v několika filmech jako například Balada o Vojtovej Maríne (1964), Kubo (1965) a Môj vienok zelený (1968).
V roce 1975 obdržela titul zasloužilé umělkyně. a za práci redaktorky v rozhlase Zlatý mikrofon (1989). V roce 2009 získala ocenění Krištáľové krídlo  za celoživotní dílo a v roce 2013 jí prezident Slovenské republiky udělil vyznamenání Pribinův kříž I. třídy za mimořádný přínos slovenské kultuře.
Poslední roky života tráví v domě pro seniory u Bratislavy. 

## Výběr interpretovaných písní Darinou Laščiakovou
- Hej, pod Roháčom žijem
- Čo to za veselie
- Povej vetrík, povej z kraja veselého
- Na kamenečku sedela
- Svadobná odobierka
- Hojdana, hojdana
- O Jáne, o Jáne
- Chodí milá po strnisku
- Hej, konopa, konopa
- Čierne oči choďte spať
- Zahrajte mi tichúčko
- Šípová ružička
- Keď mi srdce choré
- Kopala studienku
- Sadaj slnko, sadaj
- Pri trenčianskej bráne
- Za valáškom
- Zajdi slnko za horu
- Na vrch Ostražice

## Diskografie
- 1971 Darina Laščiaková – Opus, LP – 91 17 0148
- 1989 Vianoce s Darinou Laščiakovou – Opus, EAN:8584019180226[4][5]
- 2008 Na kamenečku sedela – Slovak Radio Records, CD[6]

## Kompilace
- 2007 Môj vienok zelený edice Najkrajšie slovenské svadobné piesne, SĽUK 4. – Forza Music, CD